# Noël Ramettre
Noël Ramettre est un directeur de la photographie français.

## Biographie
Comme chef-opérateur, Noël Ramettre a surtout travaillé avec Sacha Guitry.

## Filmographie

### Réalisateur
- 1941 : Aux portes du désert (court métrage)

### Directeur de la photographie
Courts métrages
- 1946 : Lettre de Paris de Roger Leenhardt
- 1946 : Aubusson de Jean Lods, Pierre Hirsch et Pierre Biro[1]
- 1950 : Caprices de Paris de René Sti
- 1951 : L'anglais tel qu'on le parle de Jean Tedesco
- 1957 : La Montagne qui brûle d'Henri Champetier

Longs métrages
- 1949 : Aux deux colombes de Sacha Guitry
- 1949 : Toâ de Sacha Guitry
- 1949 : La Route inconnue de Léon Poirier
- 1951 : Tu m'as sauvé la vie de Sacha Guitry
- 1951 : Deburau de Sacha Guitry
- 1951 : Adhémar ou le Jouet de la fatalité de Fernandel
- 1953 : Une nuit à Megève de Raoul André
- 1953 : François Mauriac de Roger Leenhardt